# Podział administracyjny Libanu
Liban jest podzielony na sześć gubernatorstw (muhafaza), które z kolei dzielą się na 25 jednostek administracyjnych drugiego rzędu (kada), nie wliczając Bejrutu.
| Gubernatorstwo      | Powierzchnia | Populacja (2001) | Stolica      |
| ------------------- | ------------ | ---------------- | ------------ |
| Bejrut              | 19,6 km²     | 430 000          | Bejrut       |
| Dżabal Lubnan       | 1968,3 km²   | 1 606 000        | Babda        |
| Dystrykt Północny   | 2024,8 km²   | 860 000          | Trypolis     |
| Al-Bika             | 4160,9 km²   | 575 000          | Zahla        |
| An-Nabatijja        | 1098,0 km²   | 293 000          | An-Nabatijja |
| Dystrykt Południowy | 929,6 km²    | 503 000          | Sydon        |
| Liban               | 10 201,2 km² | 4 267 000        | Bejrut       |